# Liste der Kellergassen in Pulkau
Die Liste der Kellergassen in Pulkau führt die Kellergassen in der niederösterreichischen Gemeinde Pulkau an.
| Foto |                 | Kellergasse                                       | Standort                      | Beschreibung |
| ---- | --------------- | ------------------------------------------------- | ----------------------------- | --- |
| ja   | Datei hochladen | Kellergasse Groß–Reipersdorf, An der Bundesstraße | KG: Groß-Reipersdorf Standort | Die einseitige Einzelkellergasse liegt an einer Geländekante nordöstlich außerhalb der Ortschaft. Sie besteht aus 26 Gebäuden, fast durchwegs in Schildmauerform, die Hälfte davon erneuerungsbedürftig, und hat eine Länge von 250 Metern.                               |
| BW   | Datei hochladen | Hintaus                                           | KG: Groß-Reipersdorf Standort | Die einseitige Einzelkellergasse liegt an einer Geländekante im nördlichen Hintaus. Sie besteht aus acht Gebäuden und hat eine Länge von 100 Metern. |
| BW   | Datei hochladen | Kellergasse Leodagger, Lüsse                      | KG: Leodagger Standort        | Die einseitige Einzelkellergasse liegt an einer Geländekante am südöstlichen Ortsrand. Sie besteht aus 15 Gebäuden, davon etwa die Hälfte erneuerungsbedürftig, und hat eine Länge von 150 Metern. Die älteste Datierung ist von 1825.                                    |
| BW   | Datei hochladen | An der Weitersfelder Straße                       | KG: Pulkau Standort           | Die beidseitige Einzelkellergasse liegt in einem Graben etwa einen Kilometer nordwestlich außerhalb der Stadt. Sie besteht aus 18 Kellern, überwiegend in Schildmauerform und erneuerungsbedürftig, und hat eine Länge von 200 Metern.                                    |
| BW   | Datei hochladen | Am Berg                                           | KG: Pulkau Standort           | Die beidseitige Einzelkellergasse liegt Hang- und Grabenlage am südwestlichen Ortsrand. Sie besteht aus 47 Gebäuden, davon ein Drittel mit Wohnnutzung, und hat eine Länge von 500 Metern.                                                                                |
| ja   | Datei hochladen | Hauptstraße                                       | KG: Pulkau Standort           | Die einseitige Einzelkellergasse liegt an einer Geländekante an der östlichen Ortsausfahrt. Sie besteht aus 27 Gebäuden, davon etwa ein Drittel Um- oder Neubauten, und hat eine Länge von 350 Metern. Die älteste Datierung ist von 1887.                                |
| BW   | Datei hochladen | Kirchengasse                                      | KG: Pulkau Standort           | Die beidseitige Einzelkellergasse liegt in einem Graben an der nördlichen Ortsausfahrt. Sie besteht aus 17 Kellern, ganz überwiegend erneuerungsbedürftig, und hat eine Länge von 250 Metern.                                                                             |
| ja   | Datei hochladen | Kellergasse Landstraße                            | KG: Pulkau Standort           | Die einseitige Einzelkellergasse liegt in Hanglage am südöstlichen Ortsrand. Sie besteht aus 29 Gebäuden, mehrheitlich in Schildmauerform, die Hälfte erneuerungsbedürftig, und hat eine Länge von 500 Metern. Die älteste Datierung ist von 1875.                        |
| BW   | Datei hochladen | Retzer Weg                                        | KG: Pulkau Standort           | Die einseitige Einzelkellergasse in Hanglage befindet sich am nordöstlichen Ortsrand. Sie besteht aus 20 Gebäuden, mehrheitlich in Schildmauerform, und hat eine Länge von 250 Metern.                                                                                    |
| BW   | Datei hochladen | Rosenweg                                          | KG: Pulkau Standort           | Die einseitige Einzelkellergasse liegt in Hanglage am westlichen Ortsrand. Sie besteht aus 17 Gebäuden und hat eine Länge von 350 Metern. |
| BW   | Datei hochladen | Kellergasse Richtung Groß–Reipersdorf             | KG: Rafing Standort           | Die einseitige Kellergruppe aus neun Kellern in Schildmauerform liegt in der Ebene südöstlich außerhalb der Ortschaft. Sie besteht aus einer 100 Meter langen Reihe von sechs Kellern, zwei Kellern etwa 100 Meter nördlich, und einem Keller etwa 50 Meter östlich.      |
| BW   | Datei hochladen | Kellergasse bei der Bründlkapelle                 | KG: Rafing Standort           | Die einseitige Einzelkellergasse liegt an einer Geländekante etwa einen halben Kilometer nordöstlich außerhalb der Ortschaft. Sie besteht aus 11 Gebäuden, ganz überwiegend in Schildmauerform, und mehrheitlich erneuerungsbedürftig, und hat eine Länge von 100 Metern. |
| BW   | Datei hochladen | Kellergasse im Ort                                | KG: Rafing Standort           | Die beidseitige Einzelkellergasse liegt in einem Graben am nordwestlichen Ortsrand. Sie besteht aus zehn Gebäuden und hat eine Länge von 80 Metern. |
| BW   | Datei hochladen | Dietmannsdorfer Straße                            | KG: Rohrendorf Standort       | Die einseitige Einzelkellergasse liegt an der östlichen Ortsausfahrt an einer Geländekante. Sie besteht aus 18 teils weit verstreuten Gebäuden, etwa die Hälfte erneuerungsbedürftig, und hat eine Länge von 450 Metern.                                                  |
| BW   | Datei hochladen | Parallel zur Dietmannsdorfer Straße               | KG: Rohrendorf Standort       | Das Kellergassensystem liegt am südöstlichen Ortsrand in Hanglage. Sie besteht aus 33 Gebäuden, mehrheitlich giebelständig, und hat eine Länge von 400 Metern. |
| BW   | Datei hochladen | Südliches Hintaus                                 | KG: Rohrendorf Standort       | Die einseitige Einzelkellergasse liegt im südlichen Hintaus an einer Geländekante. Sie besteht aus elf Gebäuden, mehrheitlich erneuerungsbedürftig oder verfallen, und hat eine Länge von 100 Metern.                                                                     |
| BW   | Datei hochladen | Schmalzberg                                       | KG: Rohrendorf Standort       | Die beidseitige Einzelkellergasse liegt in Hang- und Grabenlage nördlich des Dorfs. Sie besteht aus neun Gebäuden und hat eine Länge von 100 Metern. Die älteste Datierung ist von 1786.                                                                                  |

| Foto:                    | Fotografie der Kellergasse (Gesamtheit). Klicken des Fotos erzeugt eine vergrößerte Ansicht. Daneben finden sich zwei Symbole: \| Weitere Bilder vorhanden \| Das Symbol bedeutet, dass weitere Fotos des Objekts verfügbar sind. Durch Klicken des Symbols werden sie angezeigt. \| \| Eigenes Foto hochladen \| Durch Klicken des Symbols können weitere Fotos des Objekts in das Medienarchiv Wikimedia Commons hochgeladen werden. \| |
| Name:                    | Bezeichnung der Kellergasse |
| Standort:                | Es ist die Katastralgemeinde (KG) angegeben. Durch Aufruf des Links Standort wird die Lage der Kellergasse in verschiedenen Kartenprojekten angezeigt. |
| Beschreibung             | Kurze Beschreibung der Kellergasse |
| Weitere Bilder vorhanden | Das Symbol bedeutet, dass weitere Fotos des Objekts verfügbar sind. Durch Klicken des Symbols werden sie angezeigt. |
| Eigenes Foto hochladen   | Durch Klicken des Symbols können weitere Fotos des Objekts in das Medienarchiv Wikimedia Commons hochgeladen werden. |